# Graphinotus roseus
Graphinotus roseus is een hooiwagen uit de familie Gonyleptidae.